# Veslo
Veslo je poluga kojom se prenosi sila veslača (tj. osobe koja vesla) na vodu i time pokreće čamac. Veslo je prvobitni i još uvijek osnovni način pokretanja manjih čamaca i brodica. Vesla se koriste u veslačkom sportu ali i u druge namjene, kao što je rekreacija, ribolov, rafting i druge.
Na slici desno prikazan je izgled vesla s njegovim osnovnim dijelovima. Dijelovi vesla (prikazani na slici lijevo) su: 
1-drška
2-rucelj
3-kožni omotač
4-struk
5-lopata
6-metalni obruč ili okov

## Veslo u veslačkom športu
U veslačkom športu koriste se specifična vesla pogodna za efikasno i brzo pokretanje čamca. U osnovi postoje dvije vrste vesala:
- - vesla za skul veslanje, tj. sportsko veslanje kod kojeg jedan veslač ili veslačica barata s dva vesla. Ta su vesla najčešće dužine u rasponu od 276 do 290 cm.
- - vesla za rimen veslanje, tj. sportsko veslanje kod kojeg jedan veslač ili veslačica ima samo jedno veslo. Ta su vesla duga najčešće između 370 do 380 cm.

Vesla se sastoje od ručke, prstena, tijela vesla i lopate. Ručka je dio vesla za koje veslač drži veslo, dok je lopata dio vesla koji ulazi i vodu i preko nje se prenosi sila vodu. Prsten je obruč koji se nalazi na tijelu vesla i služi da se veslo čvrsto smjesti u ušici, dijelu izbočnika koji pridržava veslo. Građa vesla je takva da bude što lakše, ali ipak dovoljno čvrsto da prenese silu veslača na vodu. Stoga su današnja vesla u stvari šuplja. Sila koju vrhunski natjecatelj može prenositi na veslo varira ovisno o snazi, težini, pripremljenosti veslača, i kreće se u rasponu od 70 kiloponda pa do čak 140 kiloponda. Vrhunski veslač razvija preko 400 Wata po zaveslaju!
Izgled natjecateljskog vesla se mijenjao kroz povijest. Najdramatičnija promjena s kraja 90-tih godina prošlog stoljeća je oblik lopate, koji je od tradicionalnog simetričnog oblika poprimio oblik pod nazivom 'big blade', a koji neodoljivo podsjeća na sjekiru, pa je to i uvriježen veslački izraz za takva vesla.

## Materijali izrade i dizajn
Tradicionalno vesla su kompletno bila izrađena od drva. Međutim, od kraja 80-tih godina prošlog stoljeća počinju se upotrebljavati umjetni materijali, uglavnom karbon. Danas su sva natjecateljska vesla karbonska, iako su neki dijelovi i od aluminija, tvrde plastike (najčešće prsten), drva (najčešće ručka).
Vesla se na službenim natjecanjima često boje u bojama veslačkog kluba ili reprezentacije, i to samo dio vesla koji se zove lopata. Međunarodna veslačka federacija FISA od svake nacionalne federacije traži prije natjecanja službenu prijavu na kojoj je naznačen način bojanja lopate reprezentativaca iz te zemlje. Najčešće se koriste boje nacionalnog barjaka te zemlje.
Hrvatska veslačka vrsta trenutno koristi vizualno rješenje prema kojem se lopata reprezentativne posade boji prema uzorku hrvatske zastave, dakle trobojnica s grbom. Kao i svi veslački klubovi u svijetu i klubovi u Hrvatskoj koriste svoje klupske boje kojima ukrašavaju lopate vesala, te tako poznavatelji veslanja već po bojama na lopati vesla raspoznaju iz koje je zemlje ili kluba dotična posada.